# Ludwig Trauzettel
Ludwig Trauzettel (* 1951 in Weimar) ist ein deutscher Landschaftsarchitekt. Es war von 1981 bis 2017 Gartendirektor im Dessau-Wörlitzer Gartenreich.

## Leben und Wirken
Ludwig Trauzettel absolvierte eine Lehre als Baumschulgärtner. Das anschließende Studium der Landschaftsarchitektur an der Technischen Universität Dresden schloss er als Diplom-Ingenieur ab. Von 1974 bis 1979 arbeitete er in Stralsund in der Grünflächenplanung und Bauausführung. 1977 gestaltete er die Außenanlagen des St. Nikolai Gemeindezentrums im Stadtteil Knieper West von Stralsund.
Ab 1979 war er Mitarbeiter im Dessau-Wörlitzer Gartenreich (früher Staatliche Schlösser und Gärten Wörlitz, Oranienbaum und Luisium). Von 1981 bis 2017 war er verantwortlich für die Gartenpflege und Restaurierung. Die unter seiner Leitung durchgeführten Arbeiten wurden 1997 mit dem Carlo-Scarpa-Preis der Benetton Stiftung ausgezeichnet. 2000 wurde das Gartenreich Dessau-Wörlitz zum UNESCO-Welterbe ernannt.
Im Januar 2017 wurde Ludwig Trauzettel in den Ruhestand verabschiedet.

## Schriften
- Wegweiser durch die Wörlitzer Anlagen. Wörlitz 1986. 3. Auflage 1988.
- mit August Rode, Hartmut Roß: Der Englische Garten zu Wörlitz. Verlag für Bauwesen, Berlin 1987, ISBN 978-3-345-00192-5.
- (Red.): Wörlitz. Führer durch die Englischen Anlagen. RV, Berlin u. a. 1991, ISBN 978-3-575-11079-4.
- mit Lutz Winkler: Historische Ansichten aus dem Gartenreich. Aquatintablätter der Chalkographischen Gesellschaft Dessau. Wörlitz 1992, ISBN 978-3-86107-005-4.
- Nachbemerkungen und Register zu Charles Joseph de Ligne: Der Garten zu Beloeil nebst einer kritischen Übersicht der meisten Gärten Europens. Herausgegeben von Uwe Kettmann und Uwe Quilitzsch. Kettmann, Wörlitz 1995, ISBN 978-3-930696-00-0.
- (Bearb.): Das Luisium im Dessau-Wörlitzer Gartenreich. Herausgegeben von Uwe Quilitzsch. Deutscher Kunstverlag, München/Berlin 1998, ISBN 978-3-422-06245-0.
  - Englisch: The Luisium in the Dessau Wörlitzer garden country. Deutscher Kunstverlag, München/Berlin 1999, ISBN 978-3-422-06253-5.
- (Hrsg.): Oranien – Orangen – Oranienbaum. Konferenzschrift. Deutscher Kunstverlag, München/Berlin 1999, ISBN 978-3-422-03079-4.
- Das historische Dessau-Wörlitzer Gartenreich. Deutscher Kunstverlag, München/Berlin 2000, DNB 960468609.
- Die Wörlitzer Anlagen (= DKV-Kunstführer. Nr. 560). Aufnahmen von Volkmar Billeb. Deutscher Kunstverlag, München/Berlin 2001, DNB 961559748. 5. Auflage 2007, ISBN 978-3-422-02114-3.
6. Auflage unter dem Titel
- Die Wörlitzer Anlagen im Dessau-Wörlitzer Gartenreich. UNESCO-Welterbe. Deutscher Kunstverlag, München/Berlin 2010, ISBN 978-3-422-02279-9.
  - Englisch: The Garden grounds of Wörlitz in the Dessau-Wörlitz garden realm. Deutscher Kunstverlag, Berlin 2016, ISBN 978-3-422-02430-4.
- (Bearb.): Das Luisium im Gartenreich Dessau-Wörlitz. Deutscher Kunstverlag, München/Berlin 2010, ISBN 978-3-422-02129-7.
- Mitarbeit an Thomas Weiß (Hrsg.): Flora, Fauna, Gartenfreude. Das Gartenreich Dessau-Wörlitz im Kreislauf der Natur. Stekovics, Wettin-Löbejün 2015, ISBN 978-3-89923-352-0.
- mit Jörgen Ringenberg, Sebastian Doil, Michael Keller: Dendrologischer Atlas der Wörlitzer Anlagen. Herausgegeben von Brigitte Mang. 2., aktualisierte Auflage. Dölling und Galitz, München/Hamburg 2020, ISBN 978-3-86218-131-5.

Außerdem verfasste Ludwig Trauzettel über 50 Beiträge für Bücher, Fachzeitschriften und Kataloge.

## Medien
Im ersten Teil Das Gartenreich Dessau-Wörlitz der dreiteilige Dokumentation Diesseits von Eden, die 2013 von Wladimir Kaminer auf Arte präsentiert wurde, stellte er die Sichtachsen vor.